# Krystyna Miłobędzka
Krystyna Miłobędzka (* 8. Juni 1932 in Margonin; † 17. April 2025) war eine polnische Dichterin.

## Leben
Miłobędzka wurde 1932 in Margonin geboren und zog 1949 nach dem Tod ihres Vaters nach Chodzież, wo sie 1950 das Abitur an dem mathematisch-naturwissenschaftlichen Gymnasium absolvierte. 1953 beendete sie ihr Lizenziatstudium der Polonistik an der Universität Posen und wechselte anschließend an die Universität Breslau, wo sie 1955 ihr Magisterium erlangte.
Nach ihrem Studium arbeitete sie von 1955 bis 1964 als Redaktionssekretärin der Quartalsschrift Prace Instytutu Technologii Drewna in Posen. 1960 debütierte sie mit Prosagedichten, die zunächst in den Zeitschriften Ziemia Kaliska und Współczesność und anschließend gesammelt als Anaglify erschienen. Von 1964 bis 1967 war sie als Literaturleiterin des Staatlichen Puppentheaters Tęcza in Koszalin beschäftigt. Von 1968 bis 1969 sowie von 1978 und 1980 arbeitete sie als Repertoireberaterin im Puppentheater in Breslau.
1983 promovierte sie mit einer Arbeit über das Theater von Jan Dorman. 1984 arbeitete sie als Grundschullehrerin, von 1985 bis 1987 als Bibliothekarin in der Stadtbibliothek von Breslau und von 1987 bis 1991 als Repertoireberaterin im Puppentheater von Wałbrzych.
1993 zog sie mit ihrem Mann nach Puszczykowo bei Posen. 1994 und 1995 leitete sie Seminare an der Adam-Mickiewicz-Universität Posen.
2013 wurde sie mit dem Breslauer Lyrikpreis Silesius für ihr Gesamtwerk ausgezeichnet.
Sie lebte in Puszczykowo.

## Bibliografie

### Lyrik
- Anaglify, 1960
- Pokrewne, 1970
- Dom, pokarmy, 1975
- Pamiętam, 1992
- Przed wierszem. Zapisy dawne i nowe, 1994
- Imiesłowy, 2000
- wszystkowiersze, 2000
- Przesuwanka, 2003
- Po krzyku, 2004 (nominiert für den Nike-Literaturpreis 2005)
- Zbierane 1960–2005, 2006
- gubione, 2008 („Buch des Jahres“ des Breslauer Lyrikpreises Silesius 2009)
- zbierane, gubione (1960–2010), 2010
- dwanaście wierszy w kolorze, 2012

### Dramen
- Siała baba mak. Gry słowne dla teatru, 1995
- Gdzie baba siała mak. Gry słowne dla teatru, 2012

### Sachbücher, Essays und Gespräche
- Teatr Jana Dormana, 1990
- szare światło. Rozmowy z Krystyną Miłobędzką i Andrzejem Falkiewiczem, 2008
- W widnokręgu Odmieńca. Teatr, dziecko, kosmogonia, 2008
- znikam jestem, 2010
- Dwie rozmowy. Oak Park – Puszczykowo – Oak Park, 2011